# Intoxication au béryllium
Pour les articles homonymes, voir Béryllium.
Cet article décrit les critères administratifs pour qu'une intoxication au béryllium soit reconnue comme maladie professionnelle.
Ce sujet relève du domaine de la législation sur la protection sociale et a un caractère davantage juridique que médical.
Pour la description de la maladie voir :

## Législation enFrance

### Régime général
| Fiche Maladie Professionnelle | Fiche Maladie Professionnelle | Fiche Maladie Professionnelle |
| Ce tableau définit les critères à prendre en compte pour qu'une affection provoquée par le béryllium soit prise en charge au titre de la maladie professionnelle | Ce tableau définit les critères à prendre en compte pour qu'une affection provoquée par le béryllium soit prise en charge au titre de la maladie professionnelle | Ce tableau définit les critères à prendre en compte pour qu'une affection provoquée par le béryllium soit prise en charge au titre de la maladie professionnelle                                                |
| Régime Général. Date de création : 21 octobre 1951 | Régime Général. Date de création : 21 octobre 1951 | Régime Général. Date de création : 21 octobre 1951 |
| Tableau no 33 RG | Tableau no 33 RG | Tableau no 33 RG |
| Maladies professionnelles dues au béryllium et à ses composés | Maladies professionnelles dues au béryllium et à ses composés | Maladies professionnelles dues au béryllium et à ses composés |
| --- | --- | --- |
| Désignation des Maladies | Délai de prise en charge | Liste indicative des principaux travaux susceptibles de provoquer ces maladies |
| - A – Manifestations locales Dermite aiguë irritative ou eczéma (syndrome)tiforme récidivant en cas de nouvelle exposition au risque | 15 jours | Travaux exposant au béryllium et à ses composés, notamment : |
| Conjonctivite aiguë ou récidivante | 5 jours | - Broyage et traitement du minerai de béryllium (béryl) ; |
| - B – Manifestations générales Bronchopneumopathie aiguë ou subaiguë diffuse avec apparition retardée de signes radiologiques le plus souvent discrets. | 30 jours | - Fabrication et usinage du béryllium, de ses alliages et de ses combinaisons ; - Fabrication et utilisation de poudres à base de sels de béryllium destinées au revêtement intérieur des tubes à fluorescence. |
| Fibrose pulmonaire diffuse avec signes radiologiques, troubles fonctionnels et signes généraux(amaigrissement, fatigue), confirmée par des épreuves fonctionnelles respiratoires, y compris les complications cardiaques (insuffisance ventriculaire droite) et ses complications pleuropulmonaires secondaires (pneumothorax spontané). | 25 ans | |
| Date de mise à jour : 11 février 2003 | | |

## Sources spécifiques
- (fr) Tableau N° 33 des maladies professionnelles du régime Général

## Sources générales
- (fr) Tableaux du régime Général sur le site de l’AIMT
- (fr) Tous les tableaux du régime Général
- (fr) Tous les tableaux du régime Agricole
- (fr) Guide des maladies professionnelles sur le site de l’INRS

## Autres liens
- (fr) Maladies à caractère professionnel

## Internationalisation
- (fr) Liste Européenne des maladies professionnelles
- (fr) Liste des maladies professionnelles au Sénégal
- (fr) Liste des maladies professionnelles en Tunisie